# Neoromantiek
Neoromantiek is een synoniem van postromantiek, soms ook postromantisme of laat romantisme genoemd. Het is een langdurige kunstzinnige stroming die begint aan het einde van de negentiende eeuw en geldt als een herleving van de romantiek in de kunst en de literatuur.
Het is een reactie gebleken op het naturalisme. Die laatste stroming in de kunst gaat uit van externe observatie, de neoromanticist voegt gevoelens en interne observatie aan zijn werk toe. Deze kunstenaars putten hun inspiratie uit werken van kunstenaars uit de tijd van de romantiek. Net zoals in de romantiek putten zij inspiratie uit de plaats waar zij zich bevinden in historische weidse landschappen. Met het uiten van dit gevoel reageren zij in het algemeen op de 'lelijke' moderne wereld van machines, nieuwe steden en welvaart. Karakteristieke thema's zijn een hang naar de perfecte liefde, utopische landschappen, door de natuur veroorzaakte ruïnes, romantische dood.
Neoromantiek moest iets zijn wat voorbij het romantische idee van 'de held' en romantisch nationalisme ging. Dit was vooral het geval na de beide wereldoorlogen.

## Neoromantiek in de muziek (1850-1950)
In de muziek werd de term neoromantiek al sinds halverwege de 19e eeuw gebruikt voor bepaalde trends in de Europese muziek. Meestal wordt deze muzikale stijlperiode echter aangeduid als 'hoge' romantiek (of hoogromantiek), waaruit tegen de eeuwwisseling de late romantiek (ook wel postromantiek genoemd) voortvloeide. Duitsland bleef in de tweede helft van de 19e eeuw een toonaangevend land in de muziek, met componisten als Richard Wagner.
Componisten in deze periode onderstreepten de sterke verbanden tussen muziek en literatuur. Er kwamen ook diverse nationale stijlen op. Verschillende componisten vermengden het klassiek-romantische idioom met motieven uit de volksmuziek van hun land. Een voorbeeld hiervan is de Tsjech Antonín Dvořák. Bekendste componisten van de laatromantiek zijn verder onder anderen Franz Liszt, Anton Bruckner, Richard Strauss, Gustav Mahler en Hugo Wolf.
In het begin van de 20e eeuw veranderde het neoromanticisme langzaam in expressionisme. De ideeën werden nog steeds gebruikt door latere componisten, waaronder Virgil Thomson, die schrijft: "Neo-Romanticism involves rounded melodic material (the neo-Classicists affected angular themes) and the frank expression of personal sentiments. The neo-Romantics position is an esthetic one purely, because technically we are eclectic. Our contribution to contemporary esthetics has been to pose the problems of sincerity in a new way. We are not out to impress, and we dislike inflated emotions. The feelings we really have are the only ones we think worthy of expression....Sentiment is our subject and sometimes landscape, but preferably a landscape with figures." (Hoover and Cage, 1959)

## Neoromantiek in de literatuur
De neoromantische literatuur kenmerkt zich vooral door sterk escapisme, ofwel de neiging de alledaagse werkelijkheid te ontvluchten, wat vooral tot uiting komt in de beschrijving van het bovennatuurlijke en geheimzinnige en van bijvoorbeeld exotische streken. De verbeeldingskracht kwam opnieuw centraal te staan, in plaats van de realistische waarneming. Vandaar dat de gothic novels (griezelromans) van Robert Louis Stevenson en Bram Stoker tijdens het fin de siècle zo veel succes kenden. Andere thema's die in de neoromantische literatuur centraal staan zijn zwerflust, het zich afzetten tegen de maatschappij, het hebben van onvervulde verlangens en het reizen naar het verleden; de historische roman maakte een heropleving door. 
Belangrijke verschillen tussen de historische romans uit de romantiek en die uit de neoromantiek zijn echter dat:
- bij deze laatste groep tijd en plaats vaak minder scherp zijn afgebakend;
- niet zozeer de historische enscenering (in de vorm van zeer gedetailleerde beschrijvingen) centraal staat, maar meer de historische sfeer als zodanig.

Met name in het Verenigd Koninkrijk speelde de neoromantiek een zeer belangrijke rol in de literatuur. Genres als de gothic novel, het sprookje, de detectiveroman en de sciencefictionroman bloeiden onder invloed van de neoromantische stroming volop.

## Verenigd Koninkrijk

#### 1880 - 1910
- Robert Louis Stevenson
- Arthur Conan Doyle
- Rudyard Kipling
- Herbert George Wells
- Bram Stoker
- Gerard Manley Hopkins
- Lewis Carroll
- John Ruskin
- Edward Elgar
- Vaughan Williams
- Esthetische beweging
- Arts & Crafts-beweging
- William Morris News from Nowhere
- Symbolisme
- W.B. Yeats
- Rudyard Kipling Puck of Pook's Hill Rewards and Fairies
- A.E. Housman A Shropshire Lad
- Neogotiek
- Pictorialisme

## Europa
- Symbolisme (pan-Europees)
- Odysseus Elytis (Griekenland)
- Bernard Faucon (Frankrijk)
- Balthus (Frankrijk/Zwitserland)
- Sigurdur Nordal (IJsland)
- Vicente Aleixandre (Spanje)
- Anton Bruckner (Oostenrijk)
- Iris van Dongen, Augusta de Wit, Arthur van Schendel, Aart van der Leeuw (Nederland)
- Wandervogel (Duitsland)
- Arthur Schopenhauer
- Hermann Hesse
- Jotie T'Hooft (België)
- Uko Post (België,Nederland)

## Polen
- Young Poland
- Stanisław Przybyszewski

## Rusland
- Eugene Berman
- Pavel Tchelitchew

## Verenigde Staten
- Walt Whitman
- Imagists
- Maxfield Parrish
- Allen Ginsberg
- The beat poets
- Minor White
- Joseph Cornell
- John Crowley
- Guy Davenport
- Justine Kurland
- Jeffrey Blondes
- Hakim Bey Temporary Autonomous Zone, Summer Land